# Jet Bussemaker

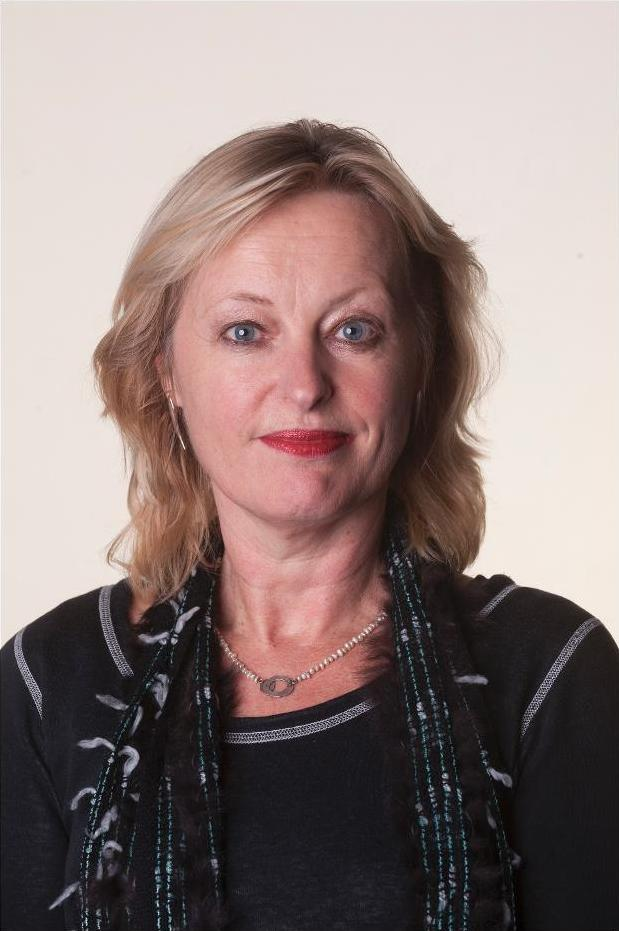
Jet Bussemaker (2012)

Mariëtte „Jet“ Bussemaker (* 15. Januar 1961 in Capelle aan den IJssel, Provinz Südholland) ist eine niederländische Politikwissenschaftlerin und Politikerin, die zunächst Mitglied von GroenLinks sowie seit 1997 der Partij van de Arbeid (PvdA) ist und zwischen 1998 und 2007 Mitglied der Zweiten Kammer der Generalstaaten war. Im vierten Kabinett von Ministerpräsident Jan Peter Balkenende war sie zwischen dem 22. Februar 2007 und dem 23. Februar 2010 Staatssekretärin im Ministerium für Volksgesundheit, Wohlfahrt und Sport sowie anschließend von 2010 bis 2011 Rektorin der Hogeschool van Amsterdam. Von 2012 bis 2017 war sie Ministerin für Bildung, Kultur und Wissenschaft im zweiten Kabinett von Ministerpräsident Mark Rutte.

## Leben

### Studium, Promotion und Politikwissenschaftlerin
Jet Bussemaker besuchte zunächst die Grundschule sowie danach zwischen 1973 und 1979 das öffentliche Rijnlands Lyceum in Oegstgeest und begann im Anschluss 1979 ein Studium der Politikwissenschaft mit dem Schwerpunkt Politische Theorie im modernen Staat und den Nebenfächern Internationale Beziehungen und Zeitgeschichte an der Universität von Amsterdam, das sie mit einer Arbeit zum Thema der politischen Opposition bei der Unterstützung von Frauen (Zielig zijn we niet. Het politieke verzet van bijstandsvrouwen) 1986 „cum lauda“ abschloss. Während des Studiums war sie zuletzt zwischen 1985 und 1986 auch Forscherin in der dortigen Fachgruppe Politische Theorie im modernen Staat.
Ihre berufliche Laufbahn begann sie 1986 als Wissenschaftliche Mitarbeiterin in der Stimulationsgruppe für die Untersuchung von Emanzipation im Ministerium für soziale Angelegenheiten und Arbeitsgelegenheiten und war dort bis 1988 tätig. Daneben arbeitete sie zugleich von 1987 bis 1988 als Forscherin und Programmiererin der gemeinsamen Forschungsgruppe Versorgungsstaat, Arbeitslosenrecht und politische Potenziale der Fakultät für politische und soziokulturelle Wissenschaften sowie der Fakultät für pädagogische und  andragogische Wissenschaften der Universität von Amsterdam. Im Anschluss war sie von 1988 bis 1992 Forscherin an der Fakultät für politische und soziokulturelle Wissenschaften sowie zeitgleich zwischen 1988 und 1992 Assistenz-Dozentin an der Fachgruppe für allgemeine Politikwissenschaft der Universität von Amsterdam.
Während ihrer Teilzeitbeschäftigung von 1991 bis Mai 1998 als Universitätsdozentin an der Fachgruppe für Politikwissenschaften und Verwaltungslehre der Freien Universität Amsterdam schloss sie am 12. November 1993 ihre Promotion zum Doktor der Politik- und Soziokulturellen Wissenschaften an der Universität von Amsterdam am Lehrstuhl von Kees Schuyt mit einer Dissertation zum Thema Individualisierung, Gender-Mainstreaming und Versorgungsstaat (Betwiste zelfstandigheid. Individualisering, sekse en verzorgingsstaat) ab. 1994 wurde ihr hierfür der Politologen-Preis des Niederländischen Ring für Wissenschaft der Politik (Nederlandse Kring voor de Wetenschap der Politiek) verliehen.
Neben dieser Tätigkeit arbeitete sie von September 1995 bis Dezember 1997 mit finanzieller Unterstützung der Stiftung Recht en Openbaar Bestuur der Niederländischen Wissenschaftsorganisation NWO (Nederlandse Organisatie voor Wetenschappelijk Onderzoek) an einem Forschungsprojekt zur politischen Legitimation bei der Strukturierung von Versorgungsstaaten im internationalen Vergleich und absolvierte während dieser Zeit von Januar bis August 1997 einen Gastforschungsaufenthalt als Visiting Fellow am Minda de Gunzberg Center for European Studies der Harvard University.

### Abgeordnete, Staatssekretärin und Ministerin

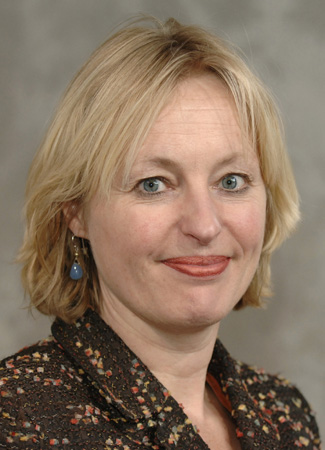
Jet Bussemaker (2007)

Am 19. Mai 1998 wurde Jet Bussemaker, die zwischen 1992 und 1995 Mitglied von GroenLinks war, als Kandidatin der Partij van de Arbeid (PvdA) zum Mitglied der Zweiten Kammer der Generalstaaten gewählt und gehörte dieser fast neun Jahre lang bis zum 22. Februar 2007 an.
Danach wurde sie am 22. Februar 2007 von Ministerpräsident Jan Peter Balkenende als Staatssekretärin im Ministerium für Volksgesundheit, Wohlfahrt und Sport in dessen viertes Kabinett berufen und war als solche bis zum 23. Februar 2010 verantwortlich für Gesetze zur sozialen Entwicklung, Krankenpflege und Versorgung, Seniorenangelegenheiten, Sport und medizinisch-ethische Fragen. Nach ihrem Ausscheiden aus der Regierung wurde ihr am 17. März 2010 das Ritterkreuz des Orden von Oranien-Nassau verliehen.
Nach einer anschließenden einjährigen Tätigkeit zwischen 2010 und 2011 als selbständige Beraterin war sie vom 1. Januar bis zum 1. März 2011 Vorsitzende der MOgroep (Maatschappelijk Ondernemers Groep), der Arbeitgeberverband für Gesundheit und soziale Dienstleistungen. Daraufhin wurde sie am 1. März 2011 Rektorin der Hogeschool van Amsterdam und bekleidete dieses Amt bis zum 5. November 2012. Zeitgleich war sie Mitglied des Vorstandes der Universität von Amsterdam.
Von 2012 bis 2017 war Jet Bussemaker im Kabinett Rutte II Ministerin für Bildung, Kultur und Wissenschaft (Minister van Onderwijs, Cultuur en Wetenschap). 

## Veröffentlichungen
- Zielig zijn we niet. Het politieke verzet van bijstandsvrouwen, 1985
- Betwiste zelfstandigheid. Individualisering, sekse en verzorgingsstaat, Dissertation, 1993
- Leven na paars? Linkse visies op de derde weg, Mitautor R. van der Ploeg, 2001
- Haagse tegenstrijdigheden; twee jaar verder, 2004
- Dochter van een kampkind. Ervaringen van een staatssecretaris met de oorlog in Nederlands-Indië, 2011